# Charles Aubry
Charles Aubry (Saverne, Bajo Rin, 20 de junio de 1803 - 12 de marzo de 1883) fue un jurista francés.

## Historia
Se licenció en Derecho en 1826. Enseñó derecho en Estrasburgo de 1830 a 1870 y fue juez de la Corte de Casación de 1870 a 1878. Colaboró con Charles-Frédéric Rau. Uno de sus libros es Curso de derecho civil de acuerdo con el método de Zachariae. Fue, junto con Rau, una de las influencias importantes para Dalmacio Vélez Sarsfield en la elaboración del Código Civil de la República Argentina.